# Eleição municipal do Recife em 2024
A eleição municipal da cidade brasileira do Recife ocorreu no dia 6 de outubro de 2024 (domingo) para eleger um prefeito, um vice-prefeito e 39 vereadores para a administração da cidade recifense.

## Contexto

### Eleição anterior
O prefeito titular é João Campos, do PSB, que ainda está em seu primeiro mandato. Portanto, pela legislação eleitoral, Campos esteve apto para disputar a reeleição.

## Calendário eleitoral
| Início        | Fim           | Atividades | Status    |
| ------------- | ------------- | --- | --------- |
| 7 de março    | 5 de abril    | Janela partidária para vereadores trocarem de partido visando concorrer às eleições sem perder o mandato. | Realizado |
| 6 de abril    | 6 de abril    | Data-limite para todas as legendas e federações partidárias obterem o registro dos estatutos no TSE e para todos os candidatos terem domicílio eleitoral na circunscrição em que desejam disputar as eleições com a filiação deferida pelo partido. | Realizado |
| 15 de maio    | 15 de maio    | Início da campanha de arrecadação prévia de recursos na modalidade de financiamento coletivo para pré-candidatos, sem realização de pedidos de voto e obedecendo a regras relativas à propaganda eleitoral na Internet.                             | Realizado |
| 20 de julho   | 5 de agosto   | Realização de convenções partidárias para deliberar sobre coligações e escolher candidatos às prefeituras e aos cargos de vereador. Os partidos têm até 15 de agosto para registrar os nomes na Justiça Eleitoral.                                  | Realizado |
| 16 de agosto  | 16 de agosto  | Início das campanhas eleitorais de forma igualitária, podendo qualquer publicidade ou manifestação com pedido explícito de voto antes da data ser considerada irregular e multada.                                                                  | Realizado |
| 30 de agosto  | 3 de outubro  | Veiculação da propaganda eleitoral gratuita no rádio e na televisão. | Realizado |
| 6 de outubro  | 6 de outubro  | Realização do primeiro turno das eleições municipais. | Realizado |
| 11 de outubro | 25 de outubro | Veiculação da propaganda eleitoral gratuita no rádio e na televisão para o segundo turno. | Realizado |
| 27 de outubro | 27 de outubro | Realização de um eventual segundo turno nas cidades com mais de 200 mil eleitores em que o candidato a prefeito mais votado não tenha atingido a metade mais um dos votos válidos.                                                                  | Realizado |

## Candidatos ao Executivo

### Convenções partidárias
Em uma convenção no dia 20 de julho de 2024, o PSTU oficializou Simone Fontana como candidata a prefeita, Mariano Macedo como candidato a vice, além de 2 candidatos a vereador.
No mesmo dia da convenção anterior, a Federação PSOL REDE (PSOL, REDE) oficializou Dani Portela (PSOL) como candidata a prefeita, Alice Gabino (REDE) como candidata a vice, além de 38 candidatos a vereador.
Em uma convenção no dia 24 de julho de 2024, o NOVO oficializou Tecio Teles como candidato a prefeito, Kelly Souza como candidata a vice e 38 candidatos a vereador.
No dia 3 de agosto de 2024, o PSD oficializou Daniel Coelho (PSD) como candidato a prefeito e Mariana Melo (PSDB) como candidata a vice-prefeita. Um total de 152 candidatos a vereador foram oficializados pelos seguintes partidos que compõem a coligação desta candidatura: PSD, PSDB, Cidadania, PODE, PRD e Mobiliza. O evento ainda contou com a presença da governadora Raquel Lyra (PSDB), da vice-governadora Priscila Krause (Cidadania), do ministro da Pesca André de Paula e do deputado federal Mendonça Filho (UNIÃO) .
No mesmo dia da convenção citada anteriormente, a UP lançou Ludmila Outtes como candidata a prefeita e Raimundo Malheiros como candidato a vice-prefeito.
No dia 4 de agosto de 2024 ocorreu a convenção do PL que oficializou Gilson Machado Neto como candidato a prefeito e Leninha Dias como candidata a vice-prefeita.
Por fim, concomitantemente à convenção partidária anterior, ocorreu a convenção da Frente Popular do Recife, onde foi oficializada a candidatura de João Campos (PSB) para prefeito, Victor Marques (PCdoB) para vice-prefeito e 38 candidatos a vereador. A coligação é composta pelos seguintes partidos e federações: PSB, FE Brasil (PT, PCdoB e PV), UNIÃO, Republicanos, MDB, Solidariedade, Avante, DC, Agir e PMB. Estiveram presentes no evento: o vice-presidente Geraldo Alckmin (PSB); a ministra da Ciência, Tecnologia e Inovação, Luciana dos Santos (PCdoB); o ministro dos Portos e Aeroportos, Silvio Costa Filho (Republicanos); o presidente da Assembleia Legislativa de Pernambuco (Alepe), Álvaro Porto (PSDB); a candidata a prefeita de São Paulo, Tabata Amaral (PSB).

### Quadro de candidaturas
| Nº | Prefeito(a)  | Prefeito(a)         | Prefeito(a)         | Prefeito(a) | Vice-prefeito(a) | Vice-prefeito(a) | Vice-prefeito(a)   | Vice-prefeito(a)         | Vice-prefeito(a)                                                                                       | Coligação Partido(s) | Tempo do horário eleitoral       | Ref.                        |
| Nº | Candidato(a) | Candidato(a)        | Partido Federação   | Ocupação | Candidato(a)     | Candidato(a)     | Candidato(a)       | Partido Federação        | Ocupação                                                                                               | Coligação Partido(s) | Tempo do horário eleitoral       | Ref.                        |
| -- | ------------ | ------------------- | ------------------- | --- | ---------------- | ---------------- | ------------------ | ------------------------ | --- | --- | -------------------------------- | --------------------------- |
| 16 |              | Simone Fontana      | PSTU                | - Pedagoga |                  |                  | Mariano Macedo     | PSTU                     | - Professor                                                                                            | Sem coligação | Sem direito ao horário eleitoral | [ 4 ]                       |
| 22 |              | Gilson Machado Neto | PL                  | - Presidente da Embratur (2022-2023)                                                                                        |                  |                  | Leninha Dias       | PL                       | - Empresária - Ex-diretora de rádio                                                                    | Sem coligação | 2 minutos e 5 segundos           | [ 15 ] [ 16 ]               |
| 29 |              | Victor Assis        | PCO                 | - Jornalista |                  |                  | Vitor Correia      | PCO                      | - Estudante                                                                                            | Sem coligação | Sem direito ao horário eleitoral | [ 21 ]                      |
| 30 |              | Tecio Teles         | NOVO                | - Chefe de gabinete da vice-governadora Priscila Krause (Cidadania) (2023)                                                  |                  |                  | Kelly Souza        | NOVO                     | - Empresária                                                                                           | Sem coligação | Sem direito ao horário eleitoral | [ 7 ] [ 8 ] [ 9 ] [ 10 ]    |
| 40 |              | João Campos         | PSB                 | - Prefeito do Recife (2021-presente)                                                                                        |                  |                  | Victor Marques     | PCdoB FE Brasil          | - Ex-chefe de gabinete da Prefeitura do Recife; - Engenheiro civil                                     | Frente Popular do Recife PSB, FE BRASIL (PT, PCdoB e PV), UNIÃO, Republicanos, MDB, Solidariedade, Avante, DC, Agir e PMB | 4 minutos e 45 segundos          | [ 17 ] [ 18 ] [ 19 ]        |
| 50 |              | Dani Portela        | PSOL Fed. PSOL REDE | - Deputada federal (2023-presente)                                                                                          |                  |                  | Alice Gabino       | REDE Fed. PSOL REDE      | Militante e co-fundadora da REDE                                                                       | Recife com a Cara da Gente Fed. PSOL REDE (PSOL e REDE) e PCB                                                             | 30 segundos                      | [ 5 ] [ 6 ] [ 22 ]          |
| 55 |              | Daniel Coelho       | PSD                 | - Secretário Estadual de Turismo (2023-presente)                                                                            |                  |                  | Mariana Melo       | PSDB Fed. PSDB Cidadania | - Ex-Secretária da Mulher do Governo de Pernambuco; - Presidente do PSDB Mulher de Pernambuco          | Recife Levado a Sério PSD, PSDB, Cidadania, PODE, PRD, MOBILIZA e PP                                                      | 2 minutos e 29 segundos          | [ 11 ] [ 12 ] [ 13 ] [ 23 ] |
| 80 |              | Ludmilla Outtes     | UP                  | - Presidente do Sindicato dos Enfermeiros no Estado de Pernambuco (Seepe) - Coordenadora do Movimento Luta de Classes (MLC) |                  |                  | Raimundo Malheiros | UP                       | - Presidente do Diretório Municipal da UP em Recife - Funcionário aposentado dos Correios e Telégrafos | Sem coligação | Sem direito ao horário eleitoral | [ 14 ] [ 24 ]               |

## Candidatos ao Legislativo
Na eleição de 2024, a regra para o número máximo de candidaturas por partido ou federação mudou: antes era o equivalente a 150% das vagas em disputa e, agora, o número é de 100% + 1 das vagas em disputa. No caso de Recife, como as vagas em disputa são 37, o número máximo de candidaturas passou de 56 para 38.
Até 13 de agosto de 2024, foram divulgadas pelo TSE as seguintes candidaturas para vereador:
| Coligação ao executivo                              | Partido ou federação | Partido ou federação | Candidatos     | Candidatos     | Candidatos     | Candidatos     |
| --------------------------------------------------- | -------------------- | -------------------- | -------------- | -------------- | -------------- | -------------- |
| Frente Popular do Recife (225 candidatos)           |                      | PSB                  | 38             | 38             | 38             | 38             |
| Frente Popular do Recife (225 candidatos)           |                      | FE BRASIL            | 38             |                | PCdoB          | 9              |
| Frente Popular do Recife (225 candidatos)           |                      | FE BRASIL            | 38             | PT             | 16             |                |
| Frente Popular do Recife (225 candidatos)           |                      | FE BRASIL            | 38             | PV             | 13             |                |
| Frente Popular do Recife (225 candidatos)           |                      | MDB                  | 38             | 38             | 38             | 38             |
| Frente Popular do Recife (225 candidatos)           |                      | Republicanos         | 38             | 38             | 38             | 38             |
| Frente Popular do Recife (225 candidatos)           |                      | Avante               | 36             | 36             | 36             | 36             |
| Frente Popular do Recife (225 candidatos)           |                      | DC                   | 35             | 35             | 35             | 35             |
| Frente Popular do Recife (225 candidatos)           |                      | Solidariedade        | 2              | 2              | 2              | 2              |
| Frente Popular do Recife (225 candidatos)           |                      | Agir                 | Sem candidatos | Sem candidatos | Sem candidatos | Sem candidatos |
| Frente Popular do Recife (225 candidatos)           | UNIÃO                |                      | Sem candidatos | Sem candidatos | Sem candidatos | Sem candidatos |
| Frente Popular do Recife (225 candidatos)           | PMB                  |                      | Sem candidatos | Sem candidatos | Sem candidatos | Sem candidatos |
| Recife Levado a Sério (172 candidatos)              |                      | PSD                  | 38             | 38             | 38             | 38             |
| Recife Levado a Sério (172 candidatos)              |                      | PRD                  | 38             | 38             | 38             | 38             |
| Recife Levado a Sério (172 candidatos)              |                      | PP                   | 36             | 36             | 36             | 36             |
| Recife Levado a Sério (172 candidatos)              |                      | MOBILIZA             | 34             | 34             | 34             | 34             |
| Recife Levado a Sério (172 candidatos)              |                      | PSDB-Cidadania       | 26             |                | PSDB           | 17             |
| Recife Levado a Sério (172 candidatos)              |                      | PSDB-Cidadania       | 26             | Cidadania      | 11             |                |
| Recife Levado a Sério (172 candidatos)              |                      | PODE                 | Sem candidatos | Sem candidatos | Sem candidatos | Sem candidatos |
| Recife com a Cara da Gente (35 candidatos)          |                      | PSOL-REDE            | 35             |                | PSOL           | 23             |
| Recife com a Cara da Gente (35 candidatos)          |                      | PSOL-REDE            | 35             | REDE           | 12             |                |
| Recife com a Cara da Gente (35 candidatos)          |                      | PCB                  | Sem candidatos | Sem candidatos | Sem candidatos | Sem candidatos |
| Partidos e federações não coligadas (82 candidatos) |                      | NOVO                 | 38             | 38             | 38             | 38             |
| Partidos e federações não coligadas (82 candidatos) |                      | PL                   | 38             | 38             | 38             | 38             |
| Partidos e federações não coligadas (82 candidatos) |                      | PCO                  | 2              | 2              | 2              | 2              |
| Partidos e federações não coligadas (82 candidatos) |                      | PSTU                 | 2              | 2              | 2              | 2              |
| Partidos e federações não coligadas (82 candidatos) |                      | UP                   | 2              | 2              | 2              | 2              |
| Total                                               | Total                | Total                | 514            | 514            | 514            | 514            |

## Debates
De acordo com as regras eleitorais, as emissoras só poderão convocar para o debate os candidatos que obtiverem a concordância de pelo menos dois terços de candidatas e candidatos, no caso de eleição majoritária (cargo de prefeito), e de pelo menos dois terços dos partidos ou das federações com candidatas e candidatos, no caso de eleição proporcional (cargo de vereador). Caso não seja possível um acordo, as emissoras de rádio e televisão podem apresentar debates em conjunto para o cargo de prefeito, estando presentes todas as candidatas e todos os candidatos, ou em grupos, com a presença de, no mínimo, três pessoas.
| Data                   | Organizador(es)     | Mediação         | Candidatos(as)      | Candidatos(as)      | Candidatos(as)      | Candidatos(as)    | Candidatos(as)      | Candidatos(as)        | Candidatos(as)     | Candidatos(as)     | Ref.          |
| Data                   | Organizador(es)     | Mediação         | Dani Portela (PSOL) | Daniel Coelho (PSD) | Gilson Machado (PL) | João Campos (PSB) | Ludmila Outtes (UP) | Simone Fontana (PSTU) | Tecio Teles (NOVO) | Victor Assis (PCO) | Ref.          |
| ---------------------- | ------------------- | ---------------- | ------------------- | ------------------- | ------------------- | ----------------- | ------------------- | --------------------- | ------------------ | ------------------ | ------------- |
| 18 de setembro de 2024 | Adufepe/UFPE        | Ricardo Oliveira | Presente            | Presente            | Presente            | Ausente           | Presente            | Presente              | Presente           | Presente           | [ 27 ]        |
| 1 de outubro de 2024   | TV Jornal (SBT)     | Anne Barretto    | Presente            | Presente            | Presente            | Presente          | Não convidada       | Não convidada         | Presente           | Não convidado      | [ 28 ] [ 29 ] |
| 3 de outubro de 2024   | TV Globo Pernambuco | Márcio Bonfim    | Presente            | Presente            | Presente            | Presente          | Não convidada       | Não convidada         | Não convidado      | Não convidado      | [ 30 ]        |

## Pesquisas eleitorais

### Primeiro turno
| Pesquisa Registro no TSE          | Data(s) realizada(s) | Amostragem | Campos PSB | Machado PL | Coelho PSD | Portela PSOL | Teles NOVO | Fontana PSTU | Outtes UP | Assis PCO | Outros | Abstensos | Indecisos | Vantagem | Margem de erro |
| --------------------------------- | -------------------- | ---------- | ---------- | ---------- | ---------- | ------------ | ---------- | ------------ | --------- | --------- | ------ | --------- | --------- | -------- | -------------- |
| Pesquisa Registro no TSE          | Data(s) realizada(s) | Amostragem |            |            |            |              |            |              |           |           | Outros | Abstensos | Indecisos | Vantagem | Margem de erro |
| Datafolha PE-08828/2024           | 4-5/Out/2024         | 1.674      | 75%        | 10%        | 5%         | 3%           | 0%         | 0%           | 0%        | –         | –      | 4%        | 2%        | 65%      | ±3%            |
| Quaest PE-09697/2024              | 4-5/Out/2024         | 1.602      | 69%        | 16%        | 5%         | 5%           | 1%         | 0%           | 0%        | –         | –      | 3%        | 1%        | 53%      | ±2%            |
| AtlasIntel PE-04497/2024          | 29/Set-4/Out/2024    | 1.603      | 66,1%      | 19,4%      | 3,9%       | 5,4%         | 1,7%       | 0%           | 0,4%      | 0,1%      | –      | 2%        | 1%        | 46,7%    | ±2%            |
| Ipespe PE-03718/2024              | 2-3/Out/2024         | 800        | 74%        | 12%        | 5%         | 4%           | 1%         | –            | –         | –         | –      | 3%        | 2%        | 62%      | ±3,5%          |
| Datafolha PE-02953/2024           | 1-3/Out/2024         | 910        | 74%        | 10%        | 5%         | 4%           | 1%         | 0%           | 1%        | –         | –      | 4%        | 1%        | 64%      | ±3%            |
| Paraná Pesquisas PE-04889/2024    | 28/Set-1/Out/2024    | 800        | 75,6%      | 7,8%       | 4,4%       | 3,0%         | 0,3%       | 0,3%         | 0,4%      | 0,3%      | –      | 4,5%      | 3,9%      | 67,8%    | ±3,5%          |
| Futura/100% Cidades PE-09357/2024 | 27-30/Set/2024       | 800        | 73,3%      | 11,2%      | 5,4%       | 2,9%         | 0,8%       | –            | 0,2%      | –         | –      | 3,9%      | 2,2%      | 62,1%    | ±3,5%          |
| Quaest PE-04873/2024              | 27-29/Set/2024       | 900        | 75%        | 11%        | 3%         | 3%           | 1%         | –            | 0%        | –         | –      | 5%        | 2%        | 64%      | ±3%            |
| AtlasIntel PE-06253/2024          | 24-29/Set/2024       | 1.202      | 65,2%      | 21,3%      | 4,4%       | 4,5%         | 2,1%       | 0,1%         | 0,1%      | 0%        | –      | 1,2%      | 1,1%      | 43,9%    | ±3%            |
| Real Time Big Data PE-06893/2024  | 27-28/Set/2024       | 1.000      | 78%        | 10%        | 4%         | 1%           | 0%         | 0%           | 0%        | 0%        | –      | 3%        | 4%        | 68%      | ±3%            |
| AtlasIntel PE-08091/2024          | 18-23/Set/2024       | 1.215      | 65,8%      | 20,9%      | 3,5%       | 4,8%         | 1,2%       | 0,2%         | 1,4%      | —         | —      | 0,5%      | 1,6%      | 44,9%    | ±3%            |
| Datafolha PE-02953/2024           | 17-18/Set/2024       | 910        | 76%        | 9%         | 5%         | 3%           | 1%         | 0%           | 0%        | 0%        | —      | 5%        | 1%        | 67%      | ±3%            |
| Quaest PE-09154/2024              | 15-17/Set/2024       | 900        | 77%        | 8%         | 4%         | 2%           | 1%         | 0%           | 0%        | 0%        | —      | 6%        | 2%        | 69%      | ±3%            |
| Ipespe PE-08406/2024              | 12-14/Set/2024       | 800        | 77%        | 7%         | 5%         | 2%           | 1%         | 0%           | 0%        | —         | —      | 5%        | 3%        | 70%      | ±3%            |
| Quaest PE-06977/2024              | 8-10/Set/2024        | 900        | 76%        | 6%         | 6%         | 2%           | 1%         | 0%           | 0%        | 0%        | —      | 6%        | 2%        | 70%      | ±3%            |
| Real Time Big Data PE-07597/2024  | 6-7/Set/2024         | 1.000      | 75%        | 8%         | 4%         | 1%           | 0%         | 0%           | 0%        | 0%        | —      | 6%        | 6%        | 67%      | ±3%            |
| Paraná Pesquisas PE-04159/2024    | 2-5/Set/2024         | 900        | 77,3%      | 5,4%       | 3,1%       | 1,8%         | 0,9%       | 0,4%         | 0,1%      | 0,3%      | —      | 6,1%      | 4,0%      | 71,9%    | ±3,5%          |
| Paraná Pesquisas PE-04159/2024    | 2-5/Set/2024         | 900        | 60,9%      | 2,5%       | 0,8%       | 0,6%         | 0,1%       | —            | —         | —         | 0,5%   | 5,4%      | 29,3%     | 58,4%    | ±3,5%          |
| Datafolha PE-05223/2024           | 3-4/Set/2024         | 910        | 74%        | 9%         | 5%         | 4%           | 0%         | 0%           | 1%        | 0%        | —      | 4%        | 2%        | 65%      | ±3%            |
| Datafolha PE-05223/2024           | 3-4/Set/2024         | 910        | 57%        | 5%         | 2%         | 2%           | —          | —            | —         | —         | 8%     | 3%        | 22%       | 52%      | ±3%            |
| Quaest PE-07463/2024              | 25-27/Ago/2024       | 900        | 80%        | 6%         | 5%         | 1%           | 1%         | 0%           | 0%        | 0%        | —      | 6%        | 1%        | 74%      | ±3%            |
| Ipespe PE-02238/2024              | 24-26/Ago/2024       | 800        | 76%        | 6%         | 5%         | 3%           | 1%         | 0%           | 0%        | 0%        | –      | 6%        | 3%        | 70%      | ±3,5%          |
| Datafolha PE-06023/2024           | 20-21/Ago/2024       | 910        | 76%        | 6%         | 5%         | 4%           | 1%         | 0%           | 0%        | 0%        | –      | 5%        | 2%        | 70%      | ±3%            |
| Datafolha PE-06023/2024           | 20-21/Ago/2024       | 910        | 56%        | 4%         | 1%         | 1%           | –          | –            | –         | –         | 4%     | 4%        | 32%       | 52%      | ±3%            |
| Datafolha PE-09910/2024           | 2-4/Jul/2024         | 616        | 75%        | 6%         | 7%         | 3%           | 1%         | 1%           | –         | –         | 5%     | 5%        | 2%        | 68%      | ±4%            |
| Atlas/CNN PE-05351/2024           | 18-23/Abr/2024       | 827        | 57,3%      | 21,4%      | 3%         | 4,6%         | 1,8%       | –            | –         | –         | 9,4%   | 0,9%      | 2,6%      | 35,9%    | ±3%            |
| Atlas/CNN PE-05351/2024           | 18-23/Abr/2024       | 827        | 59%        | 20,2%      | 4%         | 9,8%         | 0,7%       | –            | –         | –         | 1,7%   | 1,7%      | 4,6%      | 38,8%    | ±3%            |
| Paraná Pesquisas PE-06311/2024    | 24-29/Fev/2024       | 802        | 64,6%      | 5,4%       | 5,5%       | 1,5%         | –          | –            | –         | –         | 8,5%   | 8,6%      | 6%        | 57,1%    | ±3,5%          |
| Paraná Pesquisas PE-06311/2024    | 24-29/Fev/2024       | 802        | 69,7%      | 5,7%       | 6,6%       | 2,1%         | –          | –            | –         | –         | –      | 9,5%      | 6,4%      | 63,1%    | ±3,5%          |
| Real Time Big Data / TV Record    | 13-22/Nov/2023       | 2.000      | 67%        | 4%         | 4%         | 1%           | –          | –            | –         | –         | 14%    | 6%        | 4%        | 57%      | ±3%            |
| Real Time Big Data / TV Record    | 13-22/Nov/2023       | 2.000      | 72%        | 6%         | 8%         | 3%           | –          | –            | –         | –         | –      | 6%        | 5%        | 64%      | ±3%            |
| Real Time Big Data / TV Record    | 13-22/Nov/2023       | 2.000      | 73%        | 7%         | –          | 3%           | –          | –            | –         | –         | 7%     | 6%        | 4%        | 66%      | ±3%            |
| Real Time Big Data / TV Record    | 13-22/Nov/2023       | 2.000      | 68%        | 5%         | 6%         | 1%           | –          | –            | –         | –         | 10%    | 6%        | 4%        | 58%      | ±3%            |
| Real Time Big Data / TV Record    | 13-22/Nov/2023       | 2.000      | 69%        | 5%         | –          | 1%           | –          | –            | –         | –         | 14%    | 6%        | 5%        | 59%      | ±3%            |

## Resultado

### Prefeito
Fonte: TSE
| Candidato(a)            | Vice                    | 1º turno 6 de outubro de 2024 | 1º turno 6 de outubro de 2024 |
| Candidato(a)            | Vice                    | Votação                       | Votação                       |
| Candidato(a)            | Vice                    | Total                         | %                             |
| ----------------------- | ----------------------- | ----------------------------- | ----------------------------- |
| João Campos (PSB)       | Victor Marques (PCdoB)  | 725.721                       | 78,11%                        |
| Gilson Machado (PL)     | Leninha Dias (PL)       | 129.138                       | 13,90%                        |
| Dani Portela (PSOL)     | Alice Gabino (REDE)     | 35.110                        | 3,78%                         |
| Daniel Coelho (PSD)     | Mariana Melo (PSDB)     | 29.788                        | 3,21%                         |
| Tecio Teles (NOVO)      | Kelly Souza (NOVO)      | 7.342                         | 0,79%                         |
| Ludmila Outtes (UP)     | Raimundo Malheiros (UP) | 1.399                         | 0,15%                         |
| Simone Fontana (PSTU)   | Mariano Macedo (PSTU)   | 524                           | 0,06%                         |
| Victor Assis (PCO)      | Vitor Correia (PCO)     | 132                           | 0,01%                         |
| Total de votos válidos  | Total de votos válidos  | 929.154                       | 100%                          |
| → Votos válidos         | → Votos válidos         | 929.022                       | 94,45%                        |
| → Votos brancos         | → Votos brancos         | 20.183                        | 2,05%                         |
| → Votos nulos           | → Votos nulos           | 34.426                        | 3,50%                         |
| Total de votos          | Total de votos          | 983.763                       | 100%                          |
| → Total de votos        | → Total de votos        | 983.763                       | 80,64%                        |
| → Abstenções            | → Abstenções            | 236.154                       | 19,36%                        |
| Eleitores aptos a votar | Eleitores aptos a votar | 1.219.917                     | 100%                          |

### Vereadores eleitos
O ícone  indica quais foram reeleitos.
| Candidato             | Partido      | Votos        |
| --------------------- | ------------ | ------------ |
| Romerinho Jatobá      | PSB          | 20.264 votos |
| Gilson Machado Filho  | PL           | 16.095 votos |
| Aderaldo Pinto        | PSB          | 15.793 votos |
| Andreza Romero        | PSB          | 15.785 votos |
| Natalia de Menudo     | PSB          | 15.198 votos |
| Eriberto Rafael       | PSB          | 14.867 votos |
| Liana Cirne           | PT           | 14.810 votos |
| Felipe Francismar     | PSB          | 13.850 votos |
| Carlos Muniz          | PSB          | 13.400 votos |
| Samuel Salazar        | MDB          | 13.348 votos |
| Rinaldo Junior        | PSB          | 12.664 votos |
| Marco Aurélio Filho   | PV           | 12.424 votos |
| Rubem                 | PSB          | 12.240 votos |
| Davi Muniz            | PSD          | 11.946 votos |
| Fred Ferreira         | PL           | 11.804 votos |
| Eduardo Mota          | PSB          | 11.786 votos |
| Cida Pedrosa          | PCdoB        | 11.364 votos |
| Flávia de Nadegi      | PV           | 11.278 votos |
| Zé Neto               | PSB          | 11.027 votos |
| Thiago Medina         | PL           | 10.540 votos |
| Luiz Eustaquio        | PSB          | 10.474 votos |
| Júnior De Cleto       | PSB          | 9.922 votos  |
| Hélio Guabiraba       | PSB          | 9.793 votos  |
| Fabiano Ferraz        | MDB          | 9.778 votos  |
| Wilton Brito          | PSB          | 9.496 votos  |
| Paulo Muniz           | PL           | 9.395 votos  |
| Kari Santos           | PT           | 9.321 votos  |
| Alcides Teixeira Neto | Avante       | 8.909 votos  |
| Professora Ana Lúcia  | Republicanos | 8.592 votos  |
| Rodrigo Coutinho      | Republicanos | 8.317 votos  |
| Junior Bocão          | PSD          | 7.985 votos  |
| Felipe Alecrim        | NOVO         | 7.901 votos  |
| Jô Cavalcanti         | PSOL         | 7.619 votos  |
| Alef Collins          | PP           | 7.131 votos  |
| Tadeu Calheiros       | MDB          | 6.916 votos  |
| Eduardo Moura         | NOVO         | 5.283 votos  |
| Gilberto Alves        | PRD          | 4.985 votos  |